# La bellezza inutile
La bellezza inutile (L'Inutile Beauté) è un racconto dello scrittore francese Guy de Maupassant, pubblicato per la prima volta nel 1890 sul quotidiano "L'Echo de Paris" e poi subito dopo nella raccolta omonima.

## Trama
La vicenda narra la storia della contessa Mascaret e di suo marito. Durante 11 anni di matrimonio hanno avuto sette figli. La donna a trent'anni arriva al punto di pensare che il marito la ami solamente per la sua capacità di procreare, datale dalla sua giovinezza e beltà. Ella però nasconde un oscuro segreto, celato gelosamente tra le pieghe della sua bellezza; uno dei sette bambini non è figlio legittimo del conte.
Dopo vari tentennamenti confessa la propria verità sottovoce al marito presso l'altare di una chiesa, tornandosene poi a casa mentre lascia il conte solo e stranito all'interno. Conosciuto il fatto l'uomo vorrebbe sapere quale dei figli non è realmente il suo, ma la contessa si rifiuta di dirglielo; lei usa sempre più la tensione che cresce tra i due per sottolineare l'assurdità e inutilità della semplice bellezza fisica apparente, mentre lei si è trovata costretta ad avere un figlio dopo l'altro.
Alla fine la contessa inverte la propria confessione e rivela che ha detto quella cosa solo per evitare di diventare una fabbrica produci-bambini.